# Nicefor
Nicefor – imię męskie pochodzenia greckiego. Od greckiego Νικηφόρος (Nikiforos), czyli „niosący zwycięstwo”. Jego wschodniosłowiańską wersją jest Nikifor.
Znane osoby noszące imię Nicefor:
- Nicefor I — patriarcha Konstantynopola 806-815
- Nicefor I (cesarz bizantyński) — 802-811
- Nicefor I Angelos — władca Despotatu Epiru w latach 1271 - 1296
- Nicefor II Fokas — cesarz bizantyjski od 963, jeden z najwybitniejszych bizantyjskich władców X w., zasłużony dla odbudowy militarnej potęgi państwa
- Nicefor II Orsini — władca Despotatu Epiru w latach 1335–1337, 1339-1340 i 1356–1359.
- Nicefor – prawosławny patriarcha Aleksandrii w latach 1639–1645.

- Nicefor Czernichowski — polski szlachcic, zesłaniec, przywódca praktycznie niepodległego państwa Jaxa nad Amurem w XVII w.
- Nikifor Iljin — radziecki polityk
- Nikifor Kalczenko — radziecki polityk.
- Nikifor Krynicki — polski malarz.
- Nikifor Maruszeczko — polski seryjny morderca.
- Nikifor Miedwiediew — radziecki generał-porucznik.
- Joseph Nicéphore Niépce — fizyk i wynalazca, który w 1826 otrzymał pierwszy trwały obraz fotograficzny na specjalnym asfalcie – datę tę uznaje się za początek fotografii.
- Nicéphore Soglo — prezydent i premier Beninu.
- Nikifor Szczerba — polski hokeista.

Żeński odpowiednik: Nicefora.
Nicefor imieniny obchodzi: 25 lutego, 2 czerwca, 22 lipca i 13 listopada.